# Этапы эволюции китайских иероглифов
Выделяют несколько этапов эволюции китайского письма.

## Пиктографический период
На территории Китая обнаружено свыше 10 пиктограмматических систем эпохи неолита, которые те или иные группы китайских исследователей трактуют как протописьмо. Исследователи за пределами Китая, как правило, настроены в этом отношении гораздо более скептично. Наиболее значимые группы пиктограмм следующие:
- Знаки культуры Цзяху (贾湖) — наиболее древние из обнаруженных пиктограмм, датируемые 7-м тысячелетием до нашей эры.
- Знаки культуры Яншао (仰韶) — знаки в виде пиктограмм животных и геометрические орнаменты, сохранившиеся на керамических изделиях культуры Яншао. Датируются 5000—3000 годами до нашей эры. В специальной литературе носят название «западные указательные знаки» (西部指事符号)
- Знаки культуры Давэнькоу (大汶口) — знаки в виде пиктограмм, принимаемые в КНР за начало развития письменности. Датируются 4300—2500 годами до нашей эры. В специальной литературе известны как «восточные изобразительные знаки» (东方象形符号).

Явной преемственности между неолитическими пиктограммами и древнейшими памятниками китайского письма (ок. 1200 г. до н. э.) не наблюдается.

## Архаичный период
- Узелковое письмо (結繩)
- Цзягувэнь (甲骨文)
- Цзиньвэнь (金文)

## Древний период
- дачжуань
- Сяочжуань (小篆) — малый устав, унифицированный стиль, введённый при династии Цинь; в настоящее время употребляется на печатях.
- Лишу (隶书) — стиль делового письма
- Кайшу (楷书) — стиль нормативного написания иероглифов.

## Современный период
Упрощение иероглифов (简体字) — реформа письменности в КНР в 1956 году, упростившая написание наиболее употребительных иероглифов.

## Сравнительная таблица
В данной таблице показана эволюция нескольких китайских пиктографических знаков. Там, где не указан современный вариант, написание не упрощалось в XX веке.
| Цзягувэнь | Цзиньвэнь | Сяочжуань | Лишу | Синшу | Цаошу | Кайшу (Традиционный) | Кайшу (Упрощённый) | Пиньинь | Значение |
|           |           |           |      |       |       |                      |                    | mǎ      | Лошадь   |

N.B.:
- 女 nǚ «женщина» — стилизованное изображение женщины на коленях.
- 水 shuǐ «вода» — изображение изгибов течения реки.